# Mount Victoria (Auckland)

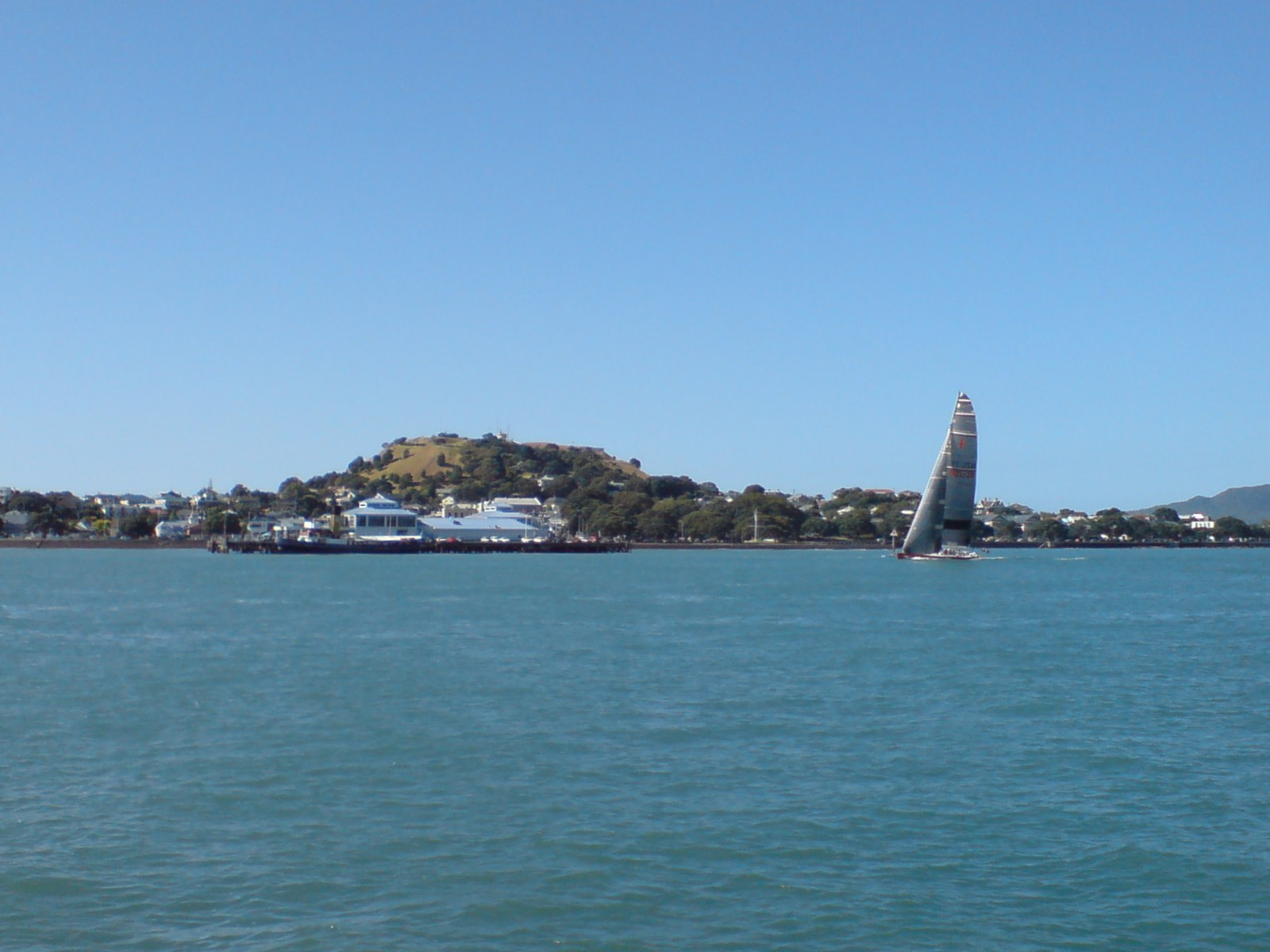
Mount Victoria von der Südseite des Waitematā Harbour, das Fährterminal Devonport befindet sich in der Mitte.

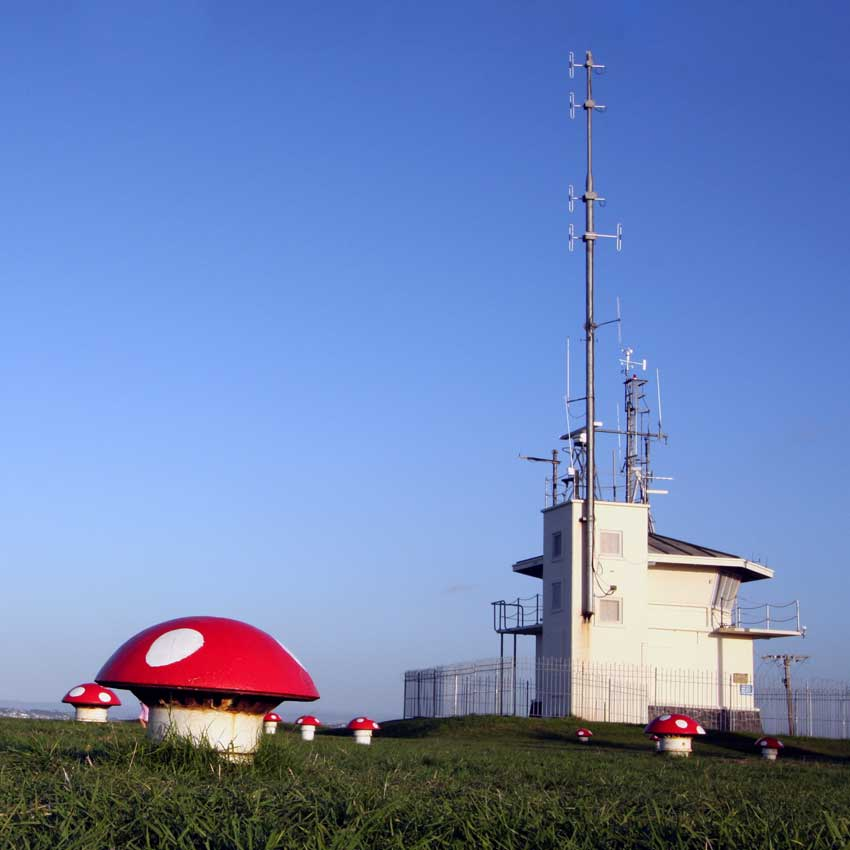
'Fliegenpilze' auf dem Mt. Victoria

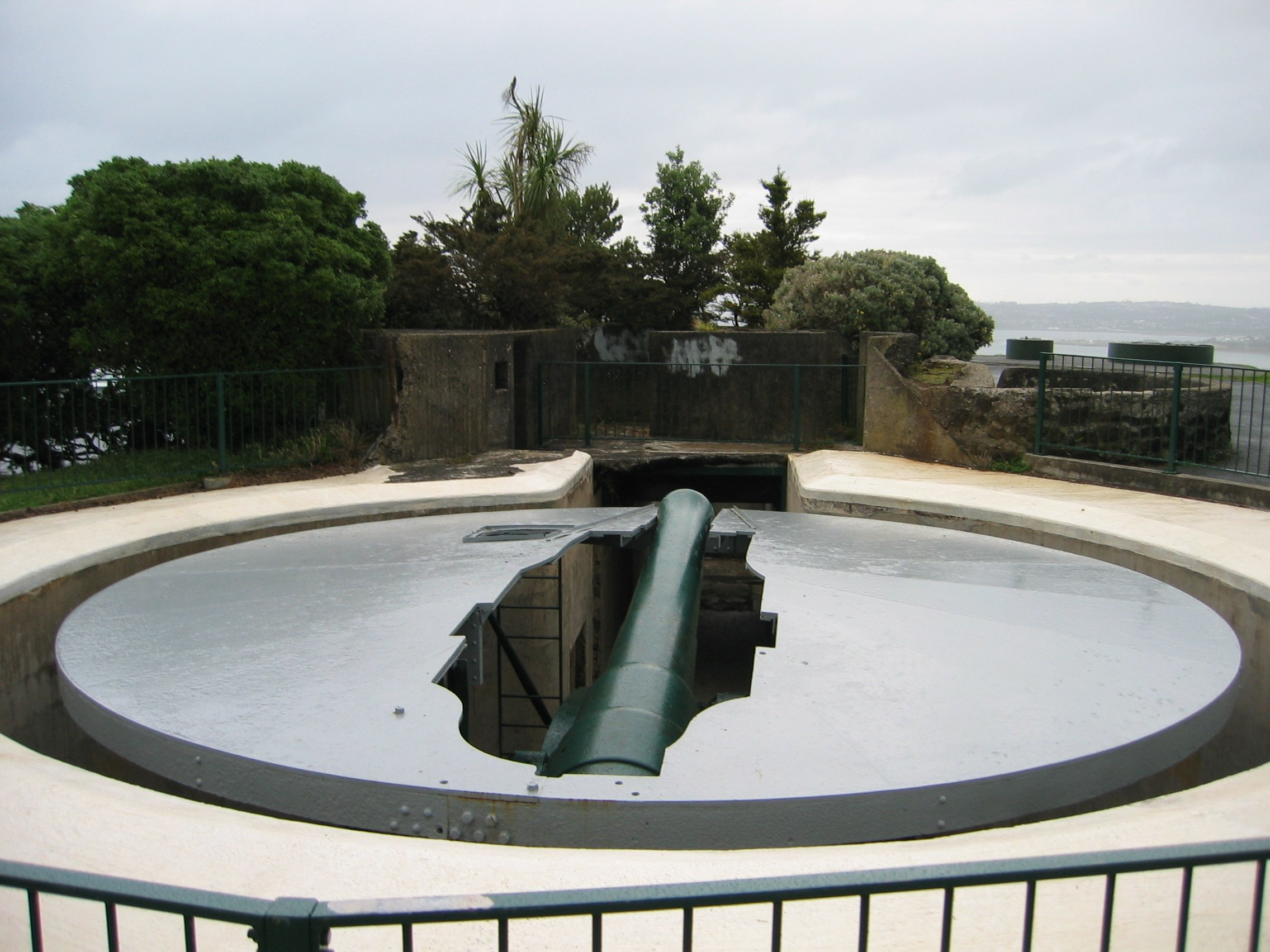
BL-8 Zoll-Marinekanone auf einer Verschwindlafette auf dem Gipfel des Mount Victoria.

Mount Victoria (Takarunga auf te reo Maori) ist der höchste Vulkan in North Shore in Neuseeland. Er ist zwar der höchste Vulkan der Gegend, aber lediglich 87 m hoch.  Die letzte Eruption liegt 20.000 Jahre zurück. Seine Lavaflüsse markieren heute einen großen Teil der Küstenlinie von Devonport. Ein wichtiger Pā der Māori lag einst an seinem Hang, davon sind heute nur einige Reste von Erdbefestigungen erhalten.
Der Berg ist nach Königin Victoria benannt. Der Hügel bietet einen guten Ausblick auf den Waitematā Harbour und den inneren Hauraki Gulf. 
Auf dem Gipfel und dem oberen Teil des Hanges standen im Laufe der Jahre eine Signalstation, Artilleriestellungen und verschiedene Betonbunker, einige davon stammen bereits aus den frühen 1870er Jahren. Einer der Bunker wird vom Devonport Folk Club genutzt. Die Anlagen des örtlichen Tennisclubs liegen an den Hängen des Hügels.
In den 1980er Jahren haben Studenten die Lüftungsschachtabdeckungen der unterirdischen Gänge der ehemaligen Artilleriestellungen als Ulk in Fliegenpilz-Optik angemalt. Dies fand bei den Besuchern des Mt. Victoria so großen Anklang, dass der damalige North Shore City Council (heute Auckland City Council) dies beibehalten hat und die 'Pilze' bei Bedarf nachlackiert.